# Barbara Müller (Fußballspielerin)
Barbara Müller (* 3. März 1983 in Köln) ist eine ehemalige deutsche Fußballspielerin.

## Karriere

### Vereine
Von 2002 bis 2004 spielte sie für den FSC Mönchengladbach, ehe sie für zwei Jahre zum Bundesligisten SG Essen-Schönebeck wechselte. Dort bestritt sie 26 Partien, in denen sie drei Treffer erzielen konnte. Für Gladbach spielte sie im Anschluss erneut für drei Jahre und schloss sich 2009 der zweiten Mannschaft des FCR 2001 Duisburg an. Nach einer für sie erfolgreichen Saison mit elf Toren in 21 Einsätzen wurde sie ab der folgenden Spielzeit auch in Duisburgs erster Mannschaft eingesetzt. Am 11. Dezember 2014 löste sie ihren Vertrag beim MSV Duisburg zum Jahresende auf und verließ den Verein mit zunächst unbekannten Ziel, ehe sie sich zur Rückrunde 2014/15 dem Regionalligisten Borussia Mönchengladbach anschloss. Mit ihrem Verein gelang ihr innerhalb zweier Saisons der Durchmarsch in die Bundesliga. Ihre Karriere ließ sie in der Regionalliga West in der zweiten Mannschaft 2019 ausklingen.

### Nationalmannschaft
Mit der U19-Nationalmannschaft nahm sie an der vom 2. bis 12. Mai 2002 in Schweden ausgetragenen Europameisterschaft teil. Sie bestritt einschließlich des in Helsingborg ausgetragenen Finales, das mit 3:1 gegen die Auswahl Frankreichs gewonnen wurde, alle fünf Turnierspiele. Ferner nahm sie an der vom 17. August 2002 bis 1. September 2002 in Kanada ausgetragenen Weltmeisterschaft teil und bestritt einschließlich des mit 1:4 gegen die Auswahl der Vereinigten Staaten verlorene Halbfinale fünf Turnierspiele.

## Erfolge
- Dritter der U19-Weltmeisterschaft 2002
- U19-Europameister 2002
- Torschützenkönigin der U19-Europameisterschaft 2002 (gemeinsam mit Claire Morel mit 4 Toren)